# Поребрик

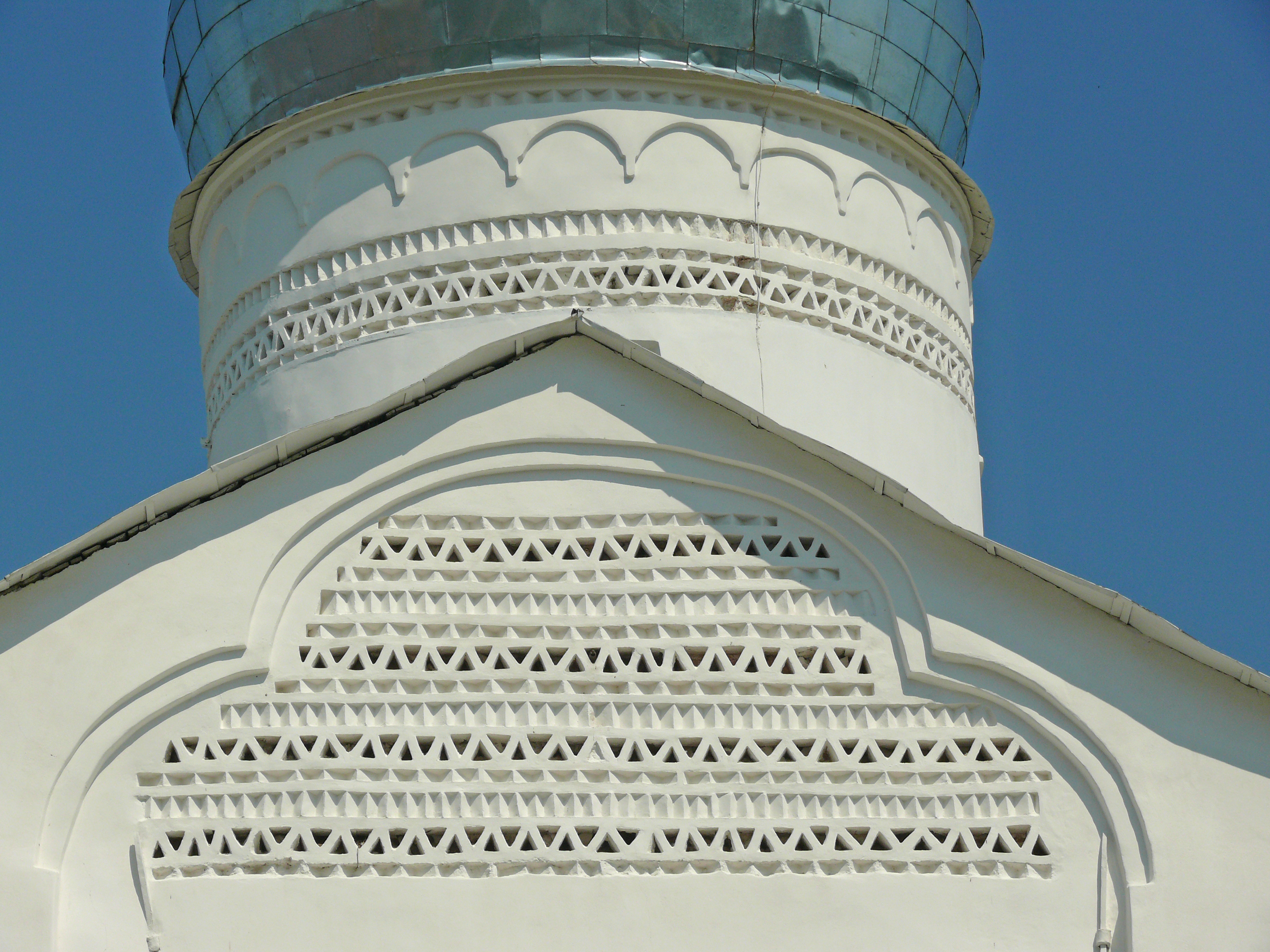
Приклад використання поребрика — церква Дмитра Солунського в Новгороді

Поребрик — декоративний орнамент, утворений поставленими під кутом до стіни (ребром) рядами звичайної або лекальної цегли.
Цеглини можуть бути поставлені як на тичок, так і на ложок під кутом до зовнішньої поверхні стіни.
Поребрик широко застосовувався в архітектурі Київської Русі і Московії.